# Herb powiatu oławskiego
Herb powiatu oławskiego – jeden z symboli powiatu oławskiego, ustanowiony 30 marca 2001.

## Wygląd i symbolika
Herb przedstawia na tarczy czwórdzielnej w polu pierwszym złotym umieszczono herb Dolnego Śląska (czarny orzeł ze srebrną przepaską z krzyżem na skrzydłach, symbolizujący województwo, w którym położony jest powiat oławski. Pole drugie i trzecie tworzą srebrno-czerwone szachownice w porządku cegieł (24 małe pola), rozpoczynanym od pola srebrnego w prawym górnym rogu każdego pola (sześć rzędów pól ułożonych pionowo i cztery rzędy ułożone poziomo). W polu czwartym, czerwonym, umieszczono herb Oławy – w tak zwanym "ukłonie heraldycznym" – srebrnego koguta ze złotym grzebieniem i łapami w tym samym kolorze, zwróconego w prawo – symbolizujący stolicę powiatu – Oławę.